# Chiang Hsiao-wu
Chiang Hsiao-wu (chinês: 蔣孝武; também conhecido como Alex Chiang, 25 de abril de 1945 - 1 de julho de 1991), foi o segundo filho de Chiang Ching-kuo, o Presidente da República da China em Taiwan entre 1978 e 1988. Sua mãe é Faina Ipatyevna Vakhreva, também conhecida como Chiang Fang-liang. Teve um irmão mais velho, Hsiao-wen, uma irmã mais velha, Hsiao-chang, e um irmão mais novo, Hsiao-yung, com quem compartilhou os mesmos pais. Teve dois meio-irmãos, Winston Chang e John Chiang, com quem compartilhou o mesmo pai. 
Chiang Hsiao-wu foi chefe das missões diplomáticas da República da China (Taiwan) em Singapura, durante dois anos, antes de ser transferido para o Japão, em 1990. Antes disso, foi presidente da estatal Broadcasting Corporation of China durante seis anos e também atuou como vice-secretário-geral do Conselho de Segurança Nacional de Taiwan.  
Faleceu com a idade de 46 anos, em 1 de julho de 1991, como resultado de insuficiência cardíaca congestiva.